# Ксут
Ксут (на старогръцки: Ξοῦθος, Xuthos) в гръцката митология е син на Елин и нимфата Орсеида (Orseis) или на Еол и Енарета. Той е цар на Йолк в Тесалия.
Неговите братя Еол и Дор го обвинили, че им откраднал бащиното наследство и го изгонват от Йолк.
Атинският цар Ерехтей му дава обежище и Ксут се жени за неговата дъщеря Креуза. Двамата стават родители на Диомеда, Йон и Ахей, които дават началото на ахейците и йонийците.
Когато Ерехтей умира, Ксут предлага неговия най-голям син Кекроп II за наследник на трона, но това не се харесва на другите братя и той напуска Атина. Той отива в северната част на Пелопонес, където умира в Егиал, който по-късно е преименуван на неговия син на Ахая.